# Nostre Teatre
Nostre Teatre va ser un teatre situat a la ciutat de València, al Carrer Pi i Margall. Creat per Vicent Miguel Carceller en 1934, estava dedicat en exclusiva al teatre en valencià. El teatre va canviar el nom per Teatro Serrano el 20 d'abril de 1935. Devia el nom a la revista Nostre Teatro, publicada per l'editorial del creador.